# TVR Tamora
O Tamora é um automóvel esportivo de 2 lugares que foi produzido de 2002 a 2006 pela fabricante de automóveis britânica TVR, preenchendo a lacuna deixada pelos modelos Chimaera e Griffith da empresa. Apresentado no Salão do Automóvel de Birmingham de 2000, o carro recebeu o nome de Tamora, personagem da peça de William Shakespeare, Tito Andrônico, e serviu como modelo básico na linha TVR. Peter Wheeler não era mais o responsável direto pelo design e o carro foi projetado por uma equipe liderada por Damian McTaggart (também responsável pelo interior), mas Wheeler ainda tinha a aprovação final.